# An Khê, Tuyền Châu
An Khê (tiếng Trung: 安溪, Hán Việt: An Khê) là một huyện của thành phố Tuyền Châu (泉州), tỉnh Phúc Kiến, Cộng hòa Nhân dân Trung Hoa. Huyện này có diện tích 2.933 km², dân số 105.000 người, mã số bưu chính 362400. Huyện lỵ An Khê đóng tại trấn Phượng Thành. Huyện An Khê được chia thành 13 trấn, 11 hương.